# Future Shock
O Choque do Futuro (no original Future Shock) é um livro escrito pelo sociólogo e futurólogo Alvin Toffler, em 1970. O livro surgiu de um artigo chamado "O Futuro como Modo de Vida" na revista Horizon, edição de Verão de 1965. O livro já vendeu mais de 6 milhões de cópias e tem sido amplamente traduzido. 
Future Shock é também um termo para um determinado estado psicológico dos indivíduos e das sociedades inteiras, introduzido por Toffler em seu livro. A menor definição dada por Toffler para "Future Shock" é as "demais mudanças em um período muito curto de tempo".
Um documentário baseado no livro foi lançado em 1972, com Orson Welles como narrador.

## Termo
Toffler argumenta que a sociedade está passando por uma enorme mudança estrutural, uma revolução de uma sociedade industrial para uma "sociedade super-industrial". Esta alteração, o ritmo acelerado da mudança tecnológica e social, irá sobrecarregar as pessoas, deixando-os desligados e sofrendo de "stress e desorientação" — futuro chocado. Toffler afirmou que a maioria dos problemas sociais eram sintomas do choque do futuro. Em sua discussão sobre os componentes de tal choque, ele também inventou a sobrecarga informativa.
Sua análise desse fenômeno é continuada em suas publicações posteriores, em especial A Terceira Onda (The Third Wave) e Powershift.

## Cultura popular
A canção de Curtis Mayfield intitulada "Future Shock", no álbum "Back to the World" teve o seu nome a partir deste livro, e por sua vez foi regravada por Herbie Hancock como a faixa-título para a sua gravação Future Shock de 1983. Esse álbum foi considerado inovador para a fusão de jazz e funk com música eletrônica. Darren Hayes repete a frase muitas vezes em sua canção "Me Myself And I". Pelo menos mais dois lançamentos foram nomeados relacionados ao livro: um álbum de 1981 por Gillan e um single de 1988 da banda Stratovarius.
Outros trabalhos, tendo o título do livro como referência incluem: o episódio de Futurama chamado "Future Stock"; um segmento do The Daily Show, estrelado por Samantha Bee; e um baralho pré-construído do jogo Magic: The Gathering.
A revista em quadrinho do Reino Unido chamada 2000 AD publicou uma série de contos chamado Choques Futuros com base neste conceito, alguns dos quais foram escritos por Alan Moore.

## Veja mais
- Adocracia
- Choque Cultural
- Lei do Desmembramento
- Neoludismo